# گورزادماهی
گورزادماهی (نام علمی: Scombropidae) نام یک تیره از راسته سوف‌ماهی‌سانان است.